# Pa' eso tengo familia
«Pa' eso tengo familia» es el primer episodio de la tercera temporada de la serie de televisión chilena Los 80 y el episodio 21 en general de la serie. El episodio se estrenó por Canal 13 el 17 de octubre de 2010 y obtuvo un máximo de 34 puntos de sintonía y 29,2 como promedio, lo que lo convierte en uno de los episodios más vistos de la serie, sobrepasando la audiencia del final de la segunda temporada que marcó 28 puntos de sintonía.
La trama del capítulo se ambienta en marzo de 1985 y muestra cómo los Herrera sufren las consecuencias de un fuerte terremoto que afecta a la Zona Central.

## Desarrollo

### Trama

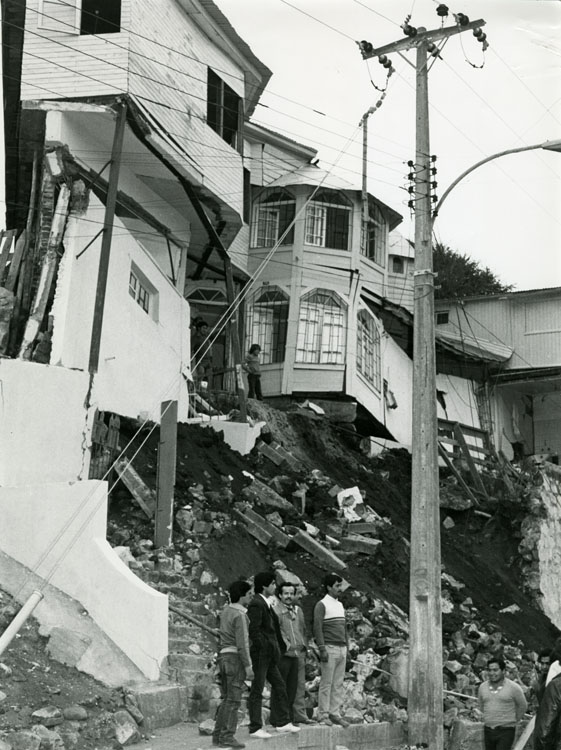
Casas afectadas por el terremoto de 1985.

El episodio se desarrolla entre el 1 al 9 de marzo de 1985; el día 1, Juan Herrera, con la ayuda de Félix y Martin, se instala con su propia tienda de ropa americana en una galería en el centro de Santiago, el local es llamado "Modas Herrera" y logra juntar el dinero necesario para cancelar todas su deudas. El día 3 por la tarde, le cuenta a Ana (Tamara Acosta) que tiene el dinero para por fin dejar de tener que estar en deuda con otras personas mientras cuidan a su pequeña hija Anita, Claudia (Loreto Aravena) regresa del cine con un amigo, Félix está jugando con sus amigos en una plaza cercana a su casa y  Martín se encuentra entrenando para iniciar sus estudios como profesor de Educación Física; durante un descanso está comprando en el negocio de Don Genaro, pero allí comienza un leve sismo que sorprende a la familia Herrera y al resto del barrio; el sismo se intensifica y se transforma en un fuerte terremoto de 7.9 MW, con epicentro en las costas del sur de la Región de Valparaíso, Chile, cercanas a la localidad de Algarrobo. Claudia, Juan, Ana y la pequeña Anita ven como su casa de desmorona y todo se viene abajo; tratan de escapar hacia afuera pero la puerta principal se traba por lo que huyen al patio trasero. Juan se queda en el interior sujetando el televisor, el cual es el bien más preciado de la familia. Martín corre por las calles para llegar hasta la casa; en el camino ve cómo caen cornisas y paredes de las casas vecinas en el camino. Félix se afirma de un árbol en las alturas ya que el gran sismo lo sorprende intentando rescatar una pelota de fútbol.
Luego del sismo, la familia se reúne con los artefactos rescatados fuera de la casa junto a Nancy, Bruno y Exequiel. Las informaciones que van saliendo de la magnitud del sismo empiezan a preocupar a Ana por sus padres, algo que se acrecienta cuando no pueden comunicarse con ellos. El día 4 por la mañana, Juan le propone a Ana ir al terminal de buses a buscar transporte y viajar solo en busca de sus padres, pero Ana quiere acompañarlo, lo que genera una discusión ya que Juan no quiere que deje solos a los niños. Finalmente, ambos deciden viajar y Exequiel les presta su taxi para que puedan viajar al sur con tranquilidad y aprovechan para llevar más cosas al camino. Tras horas de viaje donde observan el desastre ocurrido, logran llegar a la casa, pero Ana se da cuenta de que perdieron todo y llora desconsoladamente pensando en lo peor, Juan los encuentra sanos y salvos y tras consolarlos de su pena, decide entregarles el dinero que había reunido para pagar sus deudas, con el fin de pagar los materiales de construcción y poder poner en pie nuevamente la casa de sus suegros. En Santiago, con el correr de los días, Martín va a la tienda y limpia el desastre con ayuda de Exequiel; ahí conocen a una nueva inquilina, Mónica (Berta Lasala), dueña de un local vecino de revelado fotográfico que se instala en el lugar tras perder su antiguo local por el terremoto.

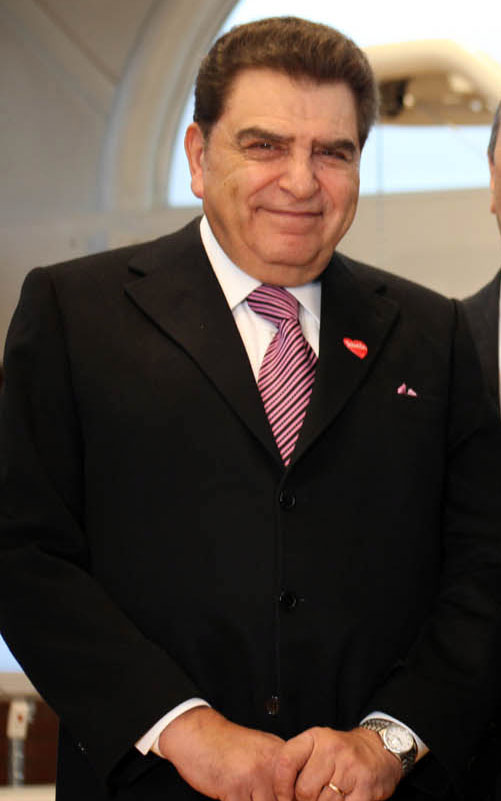
Imágenes de Don Francisco aparecieron en la última parte del episodio durante al campaña Chile ayuda a Chile.

En la casa, Nancy cuida a la pequeña Anita mientras Claudia va en ayuda de los damnificados más necesitados colocando inyecciones por su labor de médico. Felíx y Bruno junto con el Padre Renato, inician una campaña en ayuda de los damnificados por el terremoto que consiste en reunir enseres con la ayuda de Don Genaro, quien en un inicio no se muestra muy de acuerdo con la idea pero que al ver las imágenes del desastre ocasionado decide ayudar completamente.
Tras vivir varias réplicas, Ana y Juan levantan nuevamente la casa de Ramiro y Luz en el sur y el resto de la familia se reúne en la casa de Los Herrera observando la finalización de la campaña Chile ayuda a Chile iniciada por Don Francisco y escuchan su discurso de aliento para levantarse y seguir adelante.

### Título
El título corresponde a una frase que Ramiro le dice a unos señores de la intendencia cuando llegan a su casa para constatar los daños; él les asegura que hay gente con mayores problemas y que no necesita nada. Pa' eso tengo familia es su respuesta.

### Eventos citados
En el capítulo se ven citados el fuerte terremoto de Santiago de 1985 y la campaña iniciada por Don Francisco llamada Chile ayuda a Chile; estos eventos llevaron a relacionar los acontecimientos con el terremoto del 27 de febrero de 2010, ocurrido algunos meses antes de la emisión del episodio.

## Producción
El capítulo fue financiado con parte del aporte recibido por el Consejo Nacional de Televisión de Chile el cual entregó $400 millones de pesos para la producción de toda la temporada, este episodio en particular fue el más costoso de todas las temporadas al tener que recrear el Terremoto de Santiago de 1985, el cual se necesitaron cuatro compresores de aire para mover el set de grabación durante el movimiento que fueron más de diez minutos de grabación para lograr resumir a los dos minutos del movimiento original, toda la escena junto al resto del capítulo fueron grabados con cámaras de alta definición, la casa de Los Herrera utilizada como set de grabación sufrió grietas reales tras el terremoto ficticio. La grabación del episodio duró nueve días y se desarrolló completamente en la Región Metropolitana.

## Recepción

### Crítica
El capítulo recibió bastantes críticas positivas basadas en los comentarios especializados de la prensa, alabando el nivel de efectos, producción y cuidado de los detalles en la recreación del terremoto como la conjetura de las historias relacionadas con este evento. 

Los 80 es la mejor serie chilena de las últimas dos décadas. Lo demostró en su notable primer y segundo ciclo y queda en evidencia en su regreso de esta tercera temporada que el trabajo que se ha hecho no tiene comparación con otra producción local, en términos de calidad y constancia a lo largo del tiempo, repitiendo el modelo estadounidense de una temporada al año. Con una reconstrucción de época fascinante, la presencia de los dos mejores actores de la televisión chilena actual (Tamara Acosta y Daniel Muñoz) y guiones que se toman el tiempo para contar una historia, Los 80 es un bicho raro en la pantalla actual.
Rodrigo Munizaga, La Tercera

### Audiencia
El capítulo compitió directamente con el estelar de TVN Animal nocturno el cual contaba con la participación de uno de los mineros rescatados del mundialmente visto rescate del derrumbe de la mina San José, durante el tiempo de competencia de ambos programas la serie Los 80 obtuvo un máximo de síntonia de 34 puntos y un promedio de 29 puntos con una audiencia de 3 millones espectadores siendo el programa más visto del día y uno de los más vistos del año superando la barrera de los 3 millones, además se convierte en el episodio más visto de la serie desde los 2.8 millones del final de la segunda temporada.
El capítulo fue nuevamente emitido el domingo 24 de octubre de 2010, en el horario de las 19:40  compitiendo con los resúmenes de Talento Chileno de CHV y El último pasajero de TVN, el episodio logró 9,5 puntos de sintonía con 1 millón de espectadores.

## Lanzamiento en DVD
El día 18 de octubre de 2010, se lanzó inmediatamente el episodio en formato DVD.